# 邦雷波西米兰韦利
邦雷波西米兰韦利，是西班牙巴伦西亚自治区巴伦西亚省的一个市镇。总面积1平方公里，总人口2231人（2001年），人口密度2231人/平方公里。